# Megasoma lecontei
Megasoma lecontei är en skalbaggsart som beskrevs av Hardy 1972. Megasoma lecontei ingår i släktet Megasoma och familjen Dynastidae. Inga underarter finns listade i Catalogue of Life.